# 熱管理法
熱管理法（ねつかんりほう、昭和26年4月10日法律第146号）は、その前身を熱管理規則（昭和23年商工省令第1号）にもつ、日本の燃料および熱の合理的管理に関する廃止された法律である。
1951年（昭和26年）10月1日に施行され、1979年（昭和54年）10月1日、エネルギーの使用の合理化に関する法律（昭和54年6月22日法律第49号）施行に伴い廃止された。
条文は17条で、関係省庁は通商産業省。

## 概要
工場または事業場における燃料およびこれを熱源とする熱の有効利用を図り、燃料資源の保全および企業の合理化に寄与することを目的とした。燃料を使用する工場等の事業主は、燃料およびこれを熱源とする熱の有効利用、すなわち熱管理に関し、(1)風化、自然発火、漏失等による燃料の損失の防止、(2)燃料の燃焼、ガス化および乾留の合理化、(3)加熱および伝熱の合理化、(4)輻射、伝導、漏失等による熱の損失の防止、(5)廃熱の回収の実施について最大限の努力を尽さなければならないとされた。
また、熱管理指定工場、指定工場の事業主の熱管理者選任義務、熱管理等に関する記録・報告等、熱管理士に関する事項その他が規定された。

## 政令
- 熱管理法施行令（昭和26年9月20日政令第298号）